# Budismo en el sudeste asiático

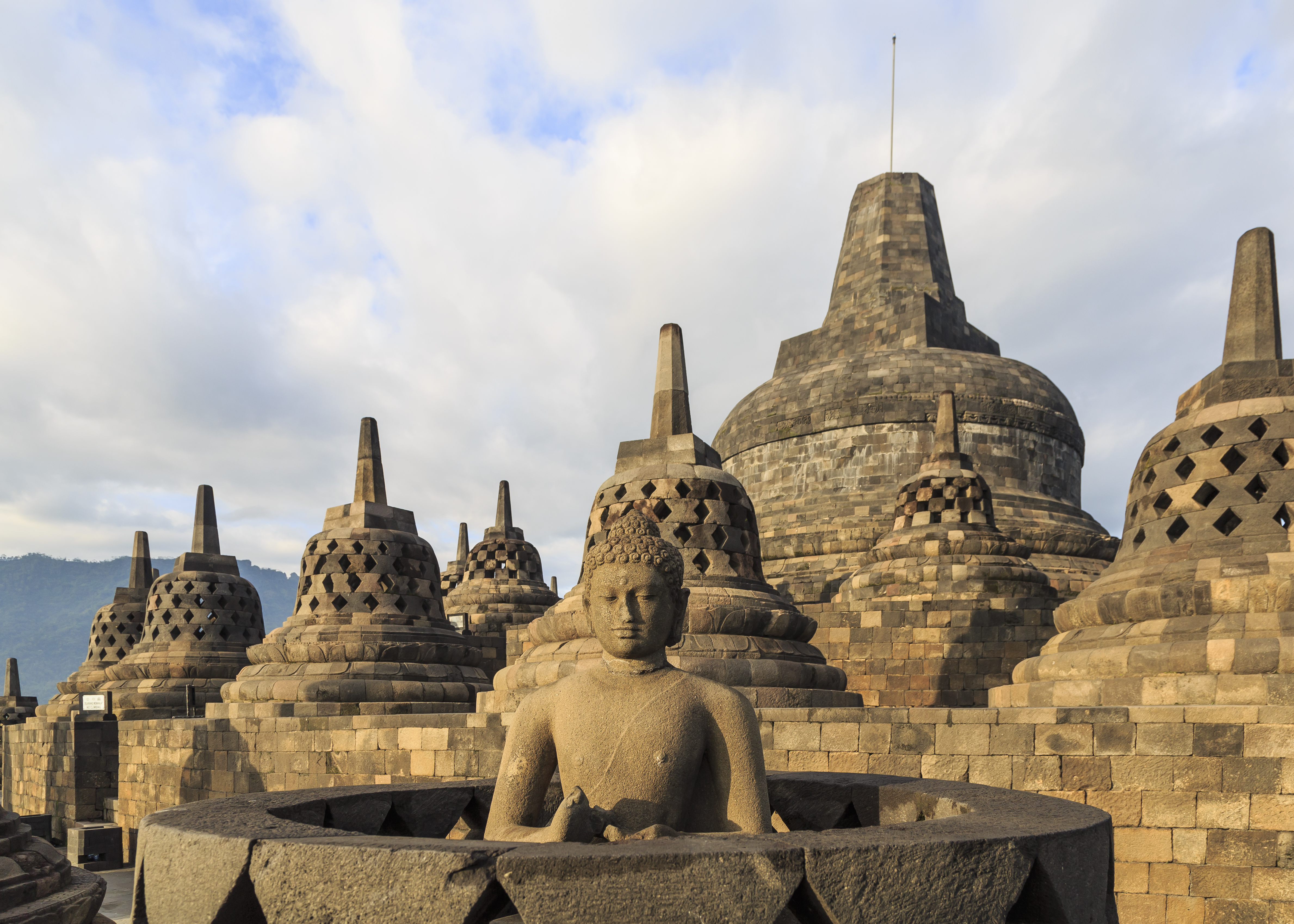
Del siglo IX Borobudur stupa budista de la tradición Mahāyāna en Java Central, Indonesia.

El budismo en el sudeste asiático incluye una variedad de tradiciones budistas, que consta de  dos tradiciones principales: Mahāyāna y Theravāda. Históricamente, Mahāyāna tenía una posición prominente en esta región, pero en los tiempos modernos la mayoría de los países siguen la tradición Theravāda.
Los países del sudeste asiático con una mayoría budista Theravāda son Sri Lanka, Tailandia, Camboya, Laos, y Birmania.
Vietnam sigue teniendo una mayoría de Mahāyāna debido a la influencia de China. Indonesia era budista Mahāyāna desde los tiempos de los imperios Sailendra y Srivijaya, y es la religión predominante en la mayoría de las comunidades chinas de Singapur y Malasia y con una fuerte minoría en Brunéi e Indonesia.

## Historia

### Primeras tradiciones y orígenes

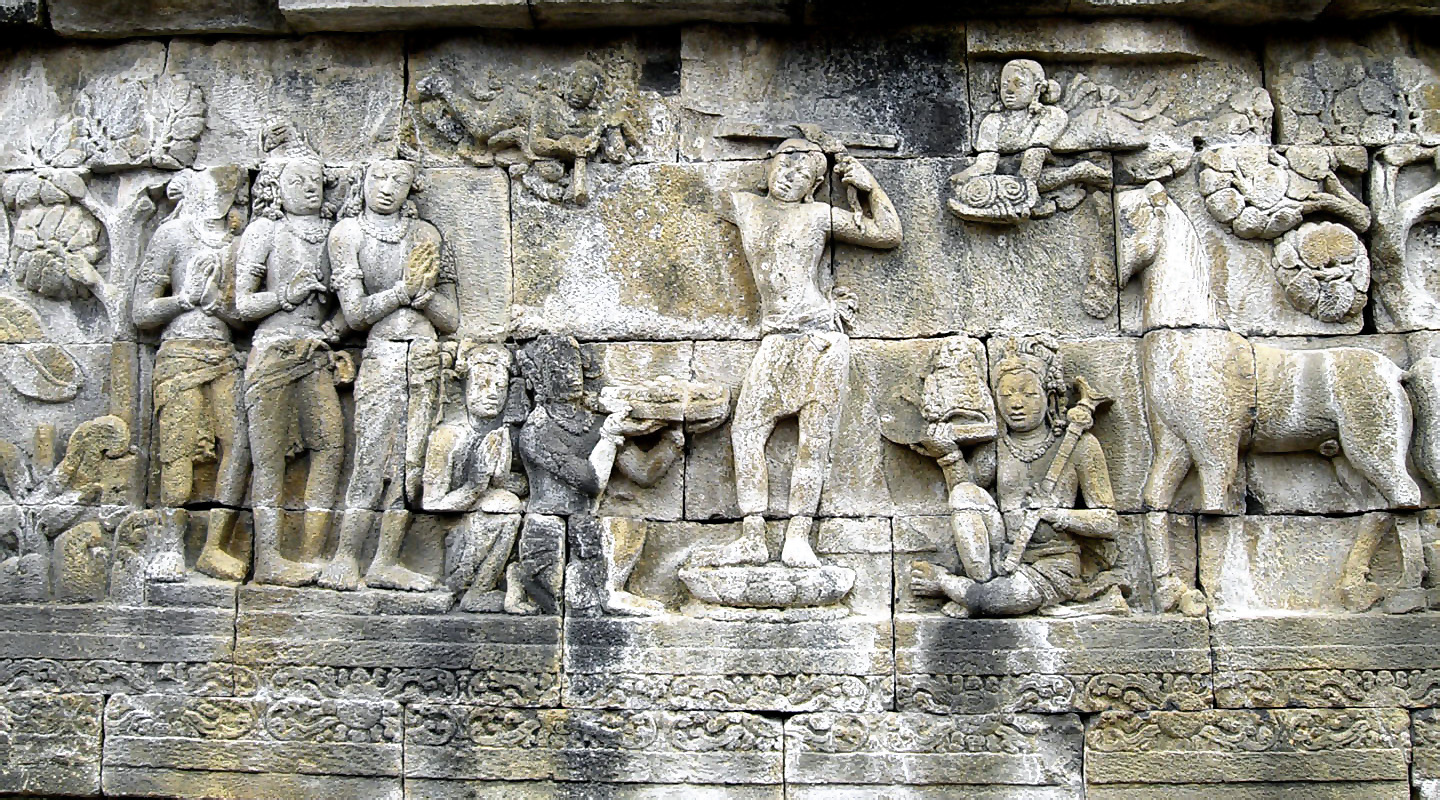
Príncipe Siddhartha se afeita el cabello y se convierte en un asceta. Bajorrelieve de Borobudur,.

El budismo llegó al sudeste asiático directamente desde el mar de la India e indirectamente desde Asia Central y China en un proceso que abarcó la mayor parte del primer milenio.
En el siglo III a. C., hubo desacuerdo entre los monjes de Ceilán sobre las diferencias en las prácticas entre algunos consejos de monjes bhikkhu y monjes  vajjian. Los monjes de bhikkhu afirmaron las tradiciones de Theravada y rechazaron algunas de las prácticas de los monjes de vajjian. Se cree que esto provocó la división entre el budismo theravada y el mahayana.
El budismo Theravada fue formado y desarrollado por los bhikkhus ceilandeses durante un período que abarcó desde el siglo III a. C. hasta el siglo V. La influencia de Ceilán, sin embargo, no llegó al sudeste asiático hasta el siglo XI. 
El Budismo Theravada se desarrolló en el sur de la India y luego viajó a Sri Lanka, Birmania y Tailandia, Camboya, Laos y más allá.
En la duodécima época, el budismo Mahayana se desarrolló en el norte de la India y viajó por el Tíbet, China y hacia Vietnam, Indonesia y más allá.
Se cree que el budismo entró en el sudeste asiático desde el comercio con la India, China y Sri Lanka durante los siglos I, II y III. Uno de los primeros relatos sobre el budismo en el sudeste asiático fue el de una misión budista theravada enviada por el emperador indio Ashoka a la actual Birmania en el 250. La misión fue recibida por el reino Mon y muchas personas se convirtieron al budismo. A través de este encuentro temprano con el budismo, así como otros debido al comercio regional continuo entre el sudeste asiático, China y el sur de Asia, el budismo se extendió por todo el sudeste asiático. Después de la llegada inicial a la actual Birmania, el budismo se extendió por el sudeste asiático continental y las islas de la actual Malasia e Indonesia. Existen dos formas principales de budismo en el sudeste asiático, Theravada y Mahayana. El budismo Theravada se extendió desde la India a Sri Lanka y luego a la región como se describe anteriormente, y se consolidó principalmente en los estados modernos de Birmania, Camboya, Laos, Tailandia y el sur de Vietnam. Se cree que el budismo Mahayana se extendió tanto de China como de India durante el primer y segundo siglo al sudeste asiático. Mahayana se radicó principalmente en el sudeste asiático de Asia, aunque también hubo una fuerte influencia en Vietnam, en parte debido a su conexión con China.

### Imperios Jemer y Srivijaya
Durante los siglos V al XIII, los imperios del sudeste asiático fueron influenciados directamente desde la India, de modo que estos imperios siguieron esencialmente la tradición Mahāyāna. El Imperio Srivijaya al sur y el Imperio jemer al norte compitieron por su influencia, y su arte expresaba el rico panteón Mahāyāna de bodhisattvas.
Srivijaya, fue un imperio marítimo centrado en Palembang en la isla de Sumatra en Indonesia, adoptó el budismo Mahāyāna y Vajrayāna bajo una línea de gobernantes llamados Sailendras. I Ching describió a Palembang como un gran centro de aprendizaje budista donde el emperador apoyaba a más de mil monjes en su corte. I Ching también declaró la importancia del budismo desde el año 671 y aconsejó a los futuros peregrinos chinos que pasaran uno o dos años en Palembang. Srivijaya se negó debido a conflictos con la dinastía Chola de la India, antes de ser desestabilizada por la expansión islámica desde el siglo XIII.

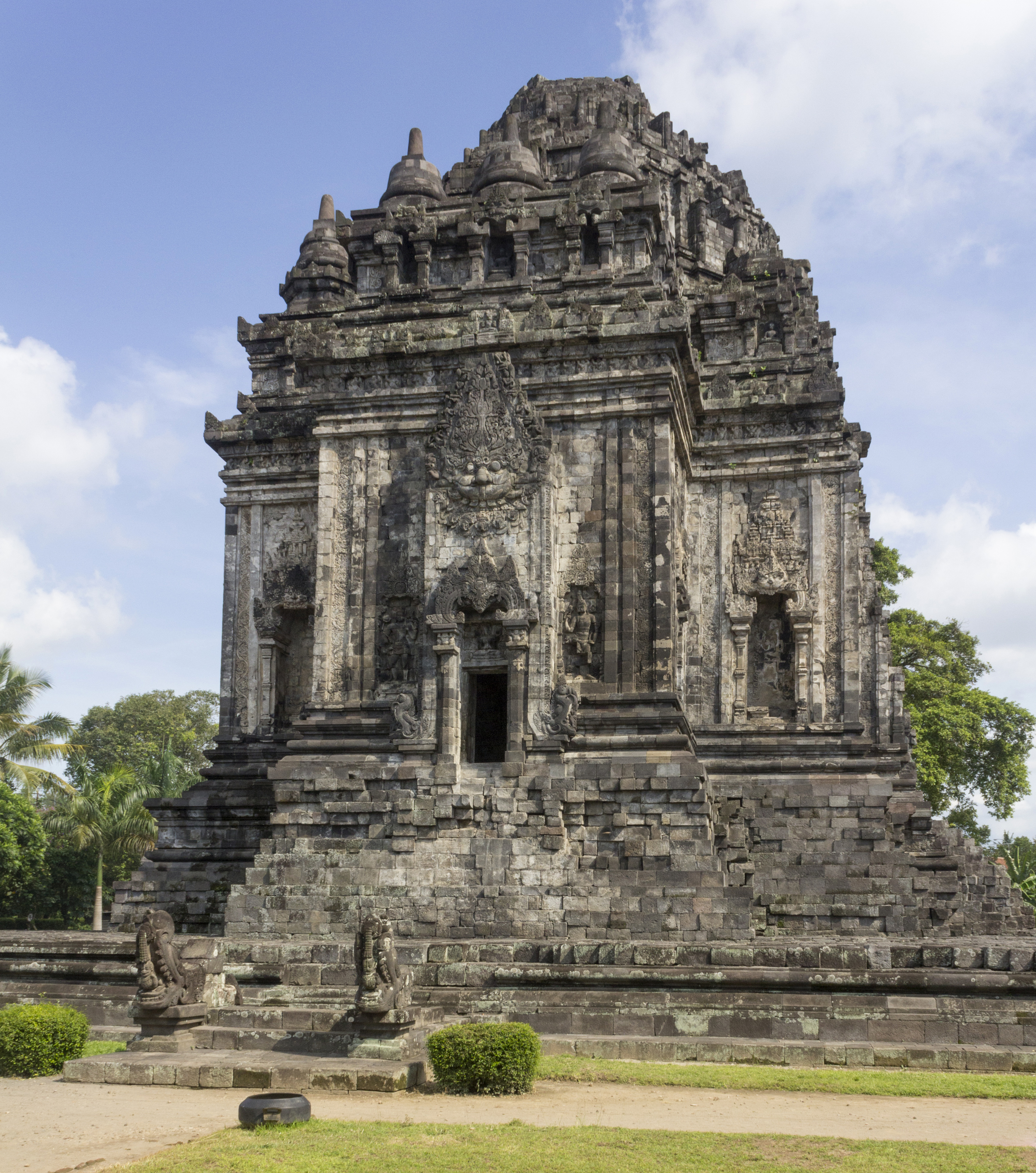
La construcción del templo de Kalasan fue mencionada en la inscripción de Kalasan, bajo los auspicios del rey Panangkaran.

Entre los siglos VIII y XI, el reino de Medang Mataram floreció en Java Central gobernado por la dinastía Sailendra, que también era la familia gobernante de Srivijaya. El reinado del rey Panangkaran (r. 760-780) vio el surgimiento de la influencia budista Mahayana en Java central, cuando los reyes Sailendras se convirtieron en el ardiente patrón del budismo. Se erigieron numerosos templos y monumentos budistas en la región. Ejemplo notables incluyen Kalasan, Sewu, Plaosan y la gran mandala de piedra Borobudur, completado durante el reinado de Samaratungga (r. 819–838) a principios del siglo IX. El período marcó el apogeo de la civilización budista en Indonesia.
Desde el siglo IX hasta el siglo XIII, la tradición budista Mahayana y el imperio jemer hindú dominaron gran parte de la península del sudeste asiático. Bajo el jemer, se construyeron más de 900 templos en Camboya y en la vecina Tailandia. Angkor se encontraba en el centro de este desarrollo, con un complejo de templos y una organización urbana capaz de sustentar a alrededor de un millón de habitantes urbanos.

### Difusión temprana del budismo Theravada
Hay muchos factores que contribuyeron a la propagación temprana del budismo Theravada por todo el sudeste asiático. Los tres principales en que la religión fue transportada a la región son a través de sistemas de comercio, matrimonio y trabajo misionero. El budismo siempre ha sido una religión misionera y el budismo Theravada fue capaz de extenderse gracias al trabajo y los viajes de los misioneros. El pueblo Mon es un grupo étnico de Birmania que contribuyó al éxito del Theravada en Indochina. El budismo fue probablemente introducido al pueblo Mon durante el gobierno de Ashoka Maurya, el líder de la Dinastía Mauryan (268-232) en la India. Ashoka gobernó su reino de acuerdo con la ley budista y a lo largo de su reinado envió embajadores y misioneros de la corte para llevar las enseñanzas de Buda al este y Macedonia, así como a partes del sudeste asiático. La India tenía rutas comerciales que atravesaban Camboya, lo que permitía que la propagación de estas ideologías se produjera fácilmente. Los Mons son uno de los primeros grupos étnicos del sudeste asiático y, a medida que la región fue cambiando y creciendo, los nuevos habitantes de Birmania adoptaron la cultura, la escritura y la religión del pueblo Mon.
A mediados del siglo XI se produjo un declive del budismo en el sudeste asiático. Desde el siglo XI hasta el XIII, el Imperio jemer dominó la península del sudeste asiático. El hinduismo era la religión primaria del Imperio jemer, con una porción más pequeña de personas que también se adhirieron al budismo Mahayana. Durante la dominación jemer, el budismo Theravada únicamente se encontraba en partes de Malasia, el noroeste de Tailandia y la parte baja de Birmania. El budismo Theravada experimentó un renacimiento bajo el dominio de Anawrahta Minsaw (1014-1077). Anawrahta fue gobernante del Imperio Pagano en Birmania y es considerada la fundadora de la moderna nación birmana. Anawrahta abrazó y revivió la forma de budismo Theravada del pueblo Mon a través de la construcción de escuelas y monasterios que enseñaban y apoyaban las ideologías Theravada. El éxito del budismo Theravada en Birmania bajo el gobierno de Anawrahta permitió el crecimiento posterior del budismo en los países vecinos del sudeste asiático, como Tailandia, Laos y Camboya. Las influencias del pueblo Mon, así como del Imperio Pagano, se siguen sintiendo hoy en día en toda la región. Actualmente, los países del sudeste asiático con la mayor cantidad de budistas Theravada practicantes son Birmania, Tailandia, Laos y Camboya.

### Poder político y resistencia

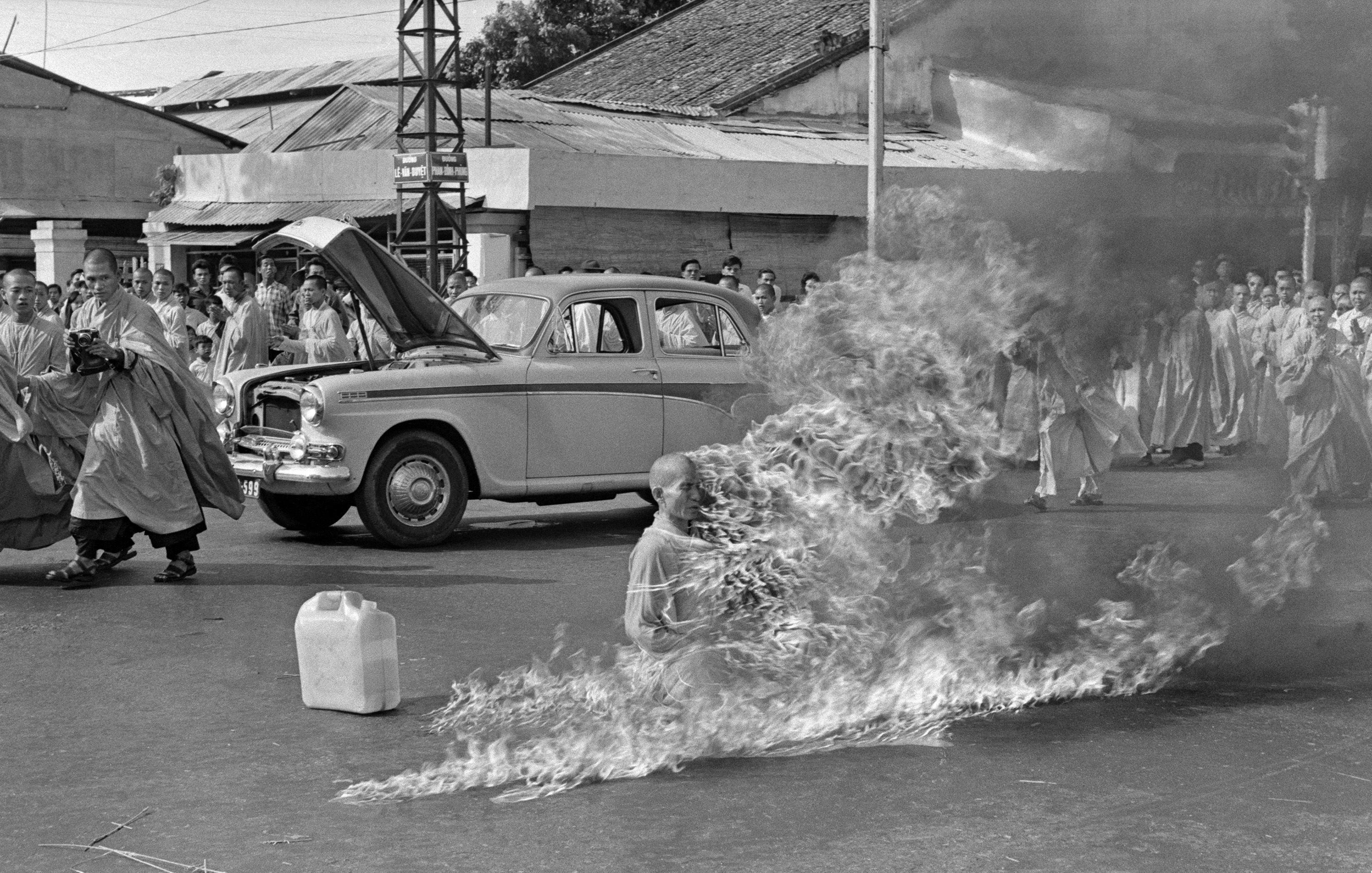
El monje budista mahāyāna vietnamita Thích Quảng Đức se autoinmolaba en 1963, en protesta por la persecución de los budistas por el gobierno de Ngô Đình Diệm de Vietnam del Sur.

El budismo se ha caracterizado durante mucho tiempo por algunos eruditos como una religión de otro mundo, que no está arraigada en la actividad económica y política. Esto se debe en parte a la influencia del sociólogo alemán Max Weber, que fue un destacado erudito de la religión que ha tenido un impacto significativo en la forma en que se estudia el budismo del sudeste asiático. Muchos académicos contemporáneos del budismo en el «budismo del sudeste» están comenzando a alejarse de la escuela de pensamiento weberiana e identifican el papel que el budismo ha jugado en la vida económica, política y cotidiana en la región. El budismo también ha desempeñado un papel en la consolidación del poder y la resistencia política a lo largo de la historia, que se remonta a los siglos X y XI. La resistencia budista ha sido parte de muchos momentos históricos importantes, desde la resistencia a la colonización y los poderes coloniales, la creación de estados-nación y la consolidación del poder político dentro de reinos y estados.

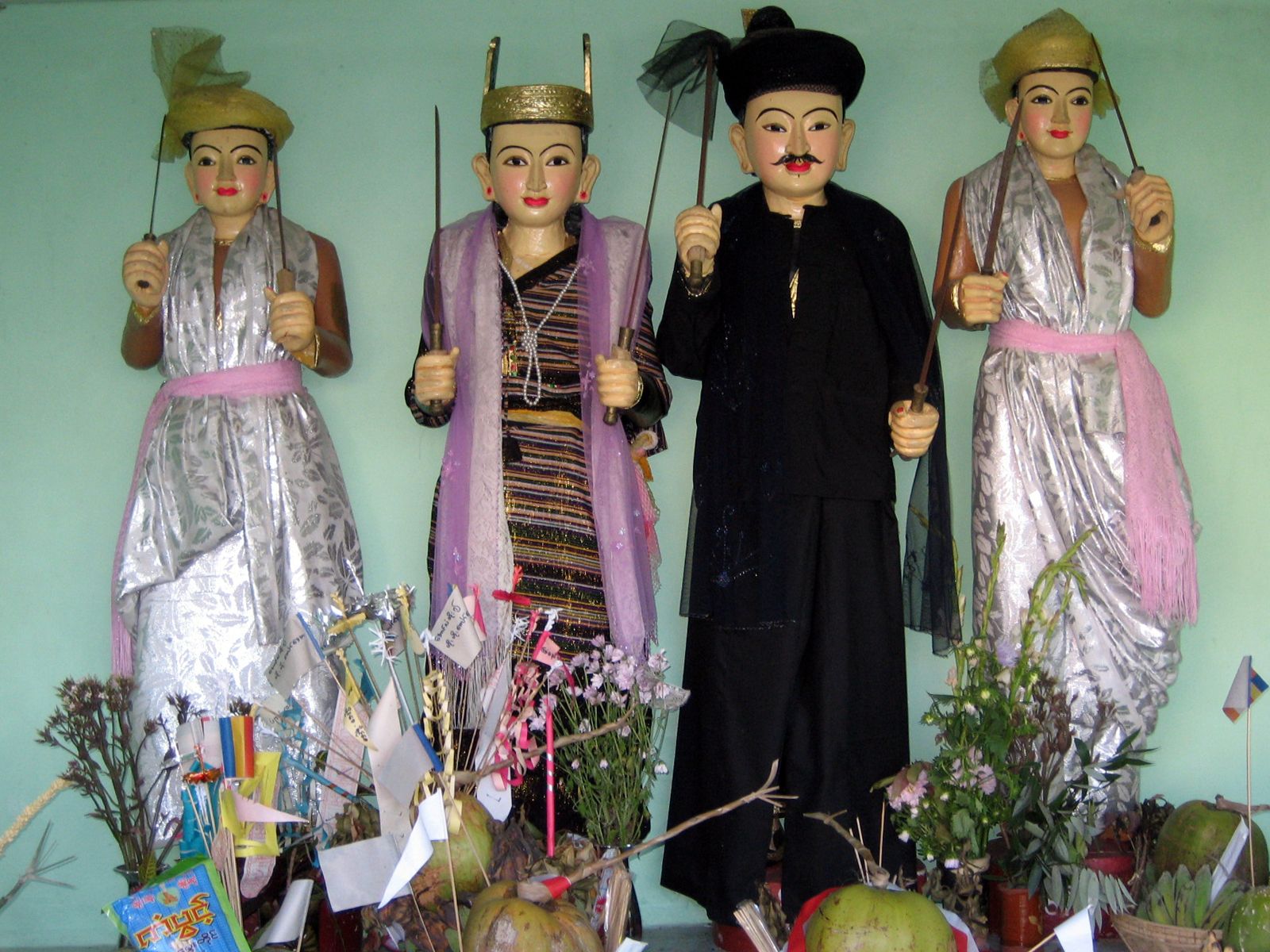
Estautillas de Nats en Taunggyi del estado Shan, Birmania. (2008)

Algunos de los primeros relatos de conflictos religiosos que se remontan al siglo XI tuvieron lugar en la actual Birmania. Había tensión entre los reyes budistas que buscaban crear una religión más uniforme y diferentes sectas de adoración budista. En particular, hubo resistencia por parte del culto a los espíritus Nat, una práctica religiosa que antecede al budismo en Birmania. Los reyes budistas de la época intentaron unificar las diferentes sectas del budismo mediante la eliminación de los movimientos heréticos. Esto se hizo para mantener su poder sobre su gente y en un esfuerzo por purificar la fe.
Durante la dinastía Nguyễn de Vietnam en los siglos XIX y XX, hubo una tensión entre los gobernantes confucianos y los practicantes de los monjes budistas durante la unificación temprana del imperio. Los gobernantes temían las rebeliones potenciales que surgían de los sitios monásticos en el campo y criticaron duramente las prácticas espirituales de las sectas budistas, incluida la creencia en la invulnerabilidad basada en el mérito. Después de un intento de des-legitimar la fe budista a los ojos de los vietnamitas a través de esta crítica de sus prácticas, declararon una guerra contra el budismo para aplastar cualquier resistencia a la consolidación de su imperio.
A fines del siglo XIX y principios del siglo XX, hubo movimientos de resistencia budista en el reino de Siam. Estos movimientos de resistencia fueron dirigidos por hombres santos o phu mi bun que tenían gran poder debido a una alta acumulación de méritos. Algunos de estos hombres afirmaron tener poderes de invulnerabilidad a las balas enemigas y compartieron sus poderes al bañar a otros en agua bendita. Una de las primeras rebeliones de phu mi bun fue liderada por un exmonje budista, Phaya Phap, quien se resistió al aumento de impuestos en la provincia de Chiang Mai y proclamó que sería el nuevo e ideal rey budista de la región. Estos movimientos no se asociaron con el budismo dominante de la época, pero muchos de los líderes habían sido ordenados como monjes y utilizaron algunas filosofías y simbolismos budistas.
La resistencia budista también jugó un papel en los movimientos anticoloniales. Durante la colonización británica de Birmania en el siglo XIX, hubo una intensa militarización y resistencia budista contra los ocupantes coloniales en un esfuerzo por restaurar la monarquía budista ideal. También ha habido movimientos de resistencia budista más recientes en el sudeste asiático. Después de la toma comunista de Laos en 1975, algunos monjes budistas temían que el gobierno de Pathet Lao amenazara al budismo. Muchos monjes huyeron de Laos a Tailandia y ayudaron a financiar movimientos de resistencia de la frontera. Los monjes que se quedaron en Laos apoyaron a los combatientes de la resistencia con alimentos y suministros médicos. Otro acto de resistencia budista tuvo lugar en Saigón en 1963 cuando un monje budista mahayana, Thích Quảng Đức, se autoemuló en medio de una intersección concurrida. Esta autoemulación fue un acto de protesta del régimen pro católico de Ngô Đình Diệm de Vietnam del Sur que persiguió a los budistas.

## Tradición Treravada

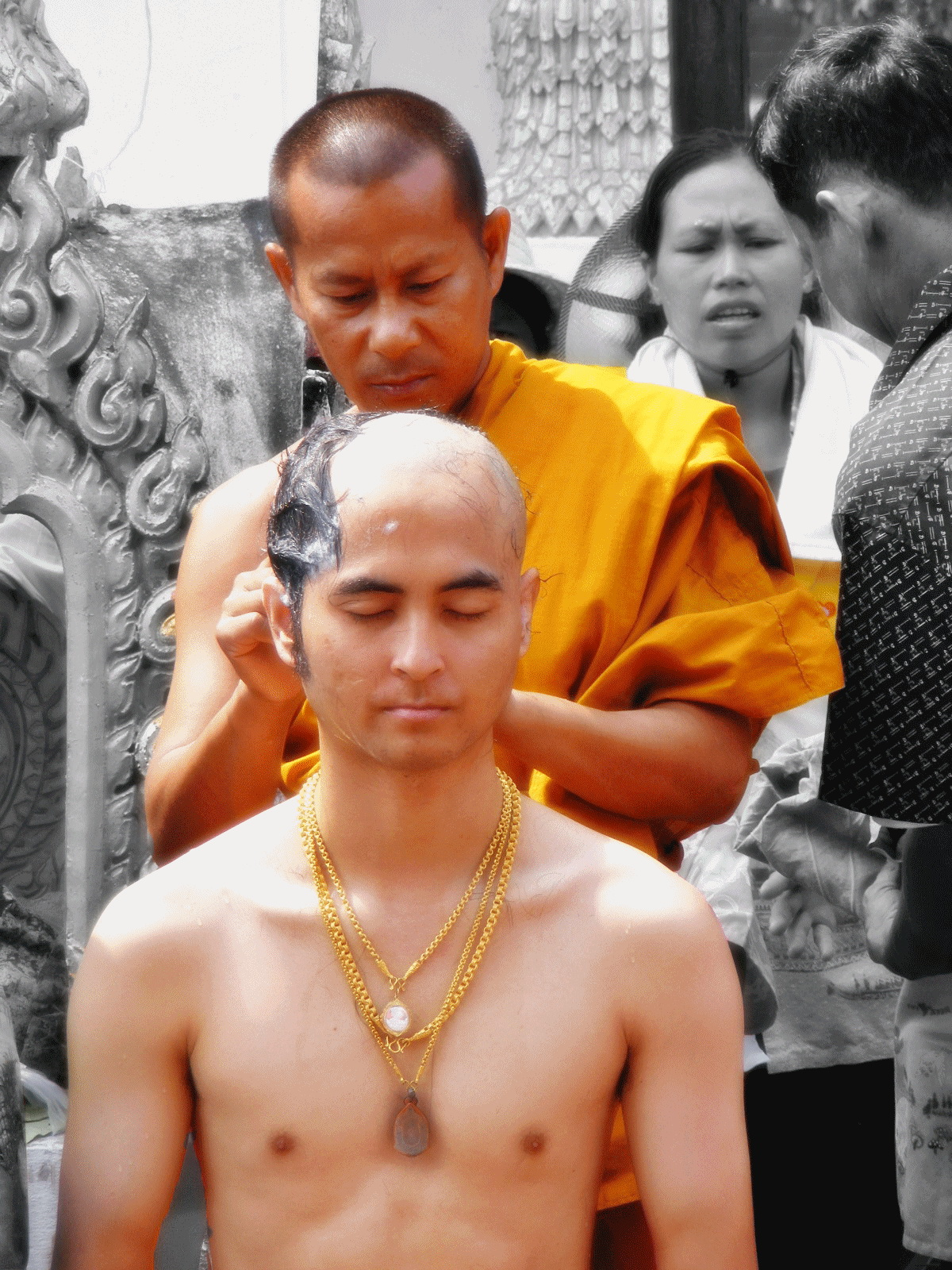
La ceremonia de afeitado de monje budista Theravada para preparar el sacerdocio budista de Sangha.

El budismo theravada en el sudeste asiático está arraigado en el budismo de Ceilán que viajó desde Sri Lanka a Birmania y luego a la parte baja de Tailandia.
El Buda, el dharma y la sangha son los tres aspectos fundamentales del pensamiento budista Theravada. El Buda es un maestro de dioses y hombres. El dharma consiste en las enseñanzas del Buda. Es un camino hecho a través de las palabras y los hechos de Buda que debe seguirse. El camino lleva al seguidor desde el Reino del Deseo al Reino de la Forma, el Reino sin Forma, cuyo destino final es el Nirvana. La sangha (asamblea) se refiere a los dos tipos de seguidores de Buda: laicos y monásticos. Los seguidores monásticos se adhieren a la forma bhikkhu, los cuales llevan una vida muy disciplinada, siguiendo el modelo de Buda, yendo desde pabbajja u ordenación de novatos (samanera) a upasampada o ordenación superior (Bhikkhu).

## Tradición Mahayana

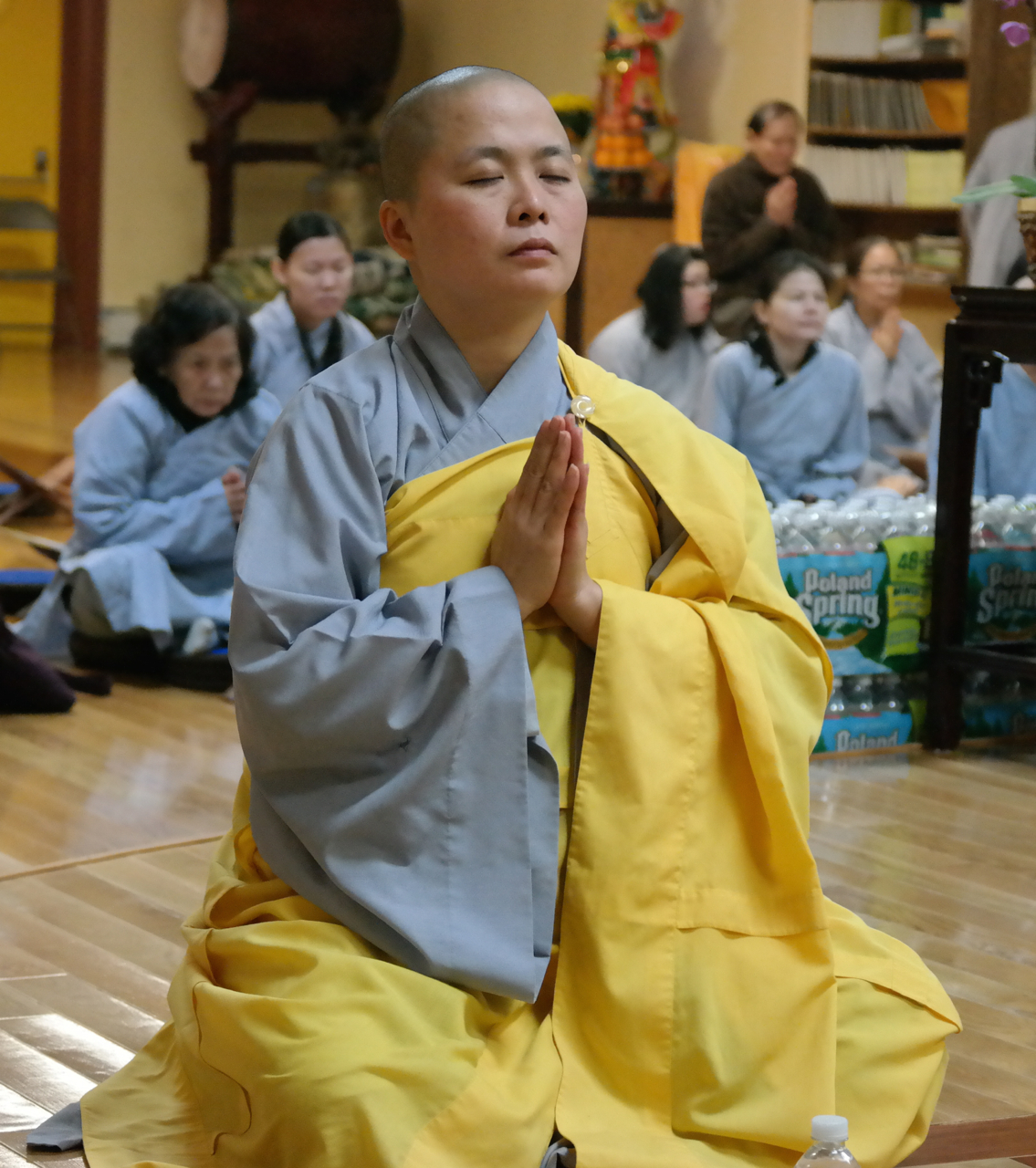
Monja budista en Vietnamita.

El budismo Mahāyāna en el sudeste asiático está arraigado en las tradiciones budistas que viajaron desde el norte de la India a través del Tíbet y China y finalmente se dirigieron a Vietnam, Indonesia y otras partes del sudeste asiático.
El budismo Mahayana consiste en una gran variedad de  sūtras diferentes. Una característica definitoria del budismo Mahayana es su inclusión de una amplia gama de reglas, que incluye la doctrina de los tres cuerpos de Buda (trikāya). El primero es el cuerpo de transformación (nirmānakāya), el segundo es el cuerpo de felicidad/disfrute (sambhogakāya), y el tercero es el cuerpo de ley/esencia (dharmakāya). Cada cuerpo da sentido a una función diferente del Buda. Otro tema común en la tradición Mahāyāna del budismo es el camino del bodhisattva. Se cuentan historias sobre las vidas anteriores de Buda como un bodhisattva. Estas historias enseñan las cualidades que son deseables para un buen budista Mahayana. Los bodhisattvas son desinteresados, ya que no únicamente se preocupan por su propia salvación, liberación y felicidad, sino también por la salvación, liberación y felicidad de los demás. Un bodhistva llegará casi hasta el Nirvana, pero regresa para ayudar a otros a ir más lejos.

## Budismo por países

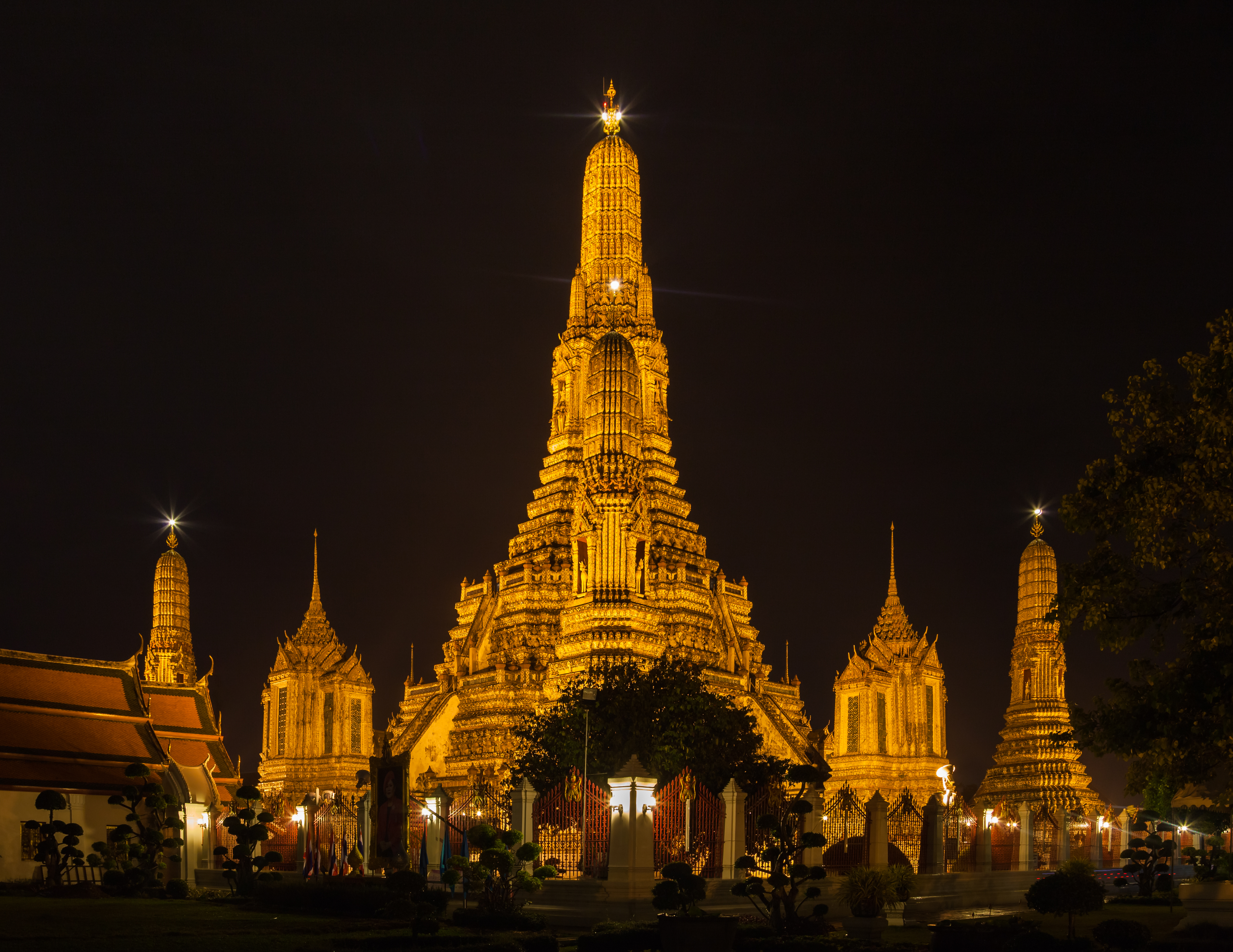
Templo budista de Wat Arun en Bangkok, Tailandia. Actualmente, el budismo es la principal fe en Tailandia y los vecinos de Birmania, Camboya y Laos.

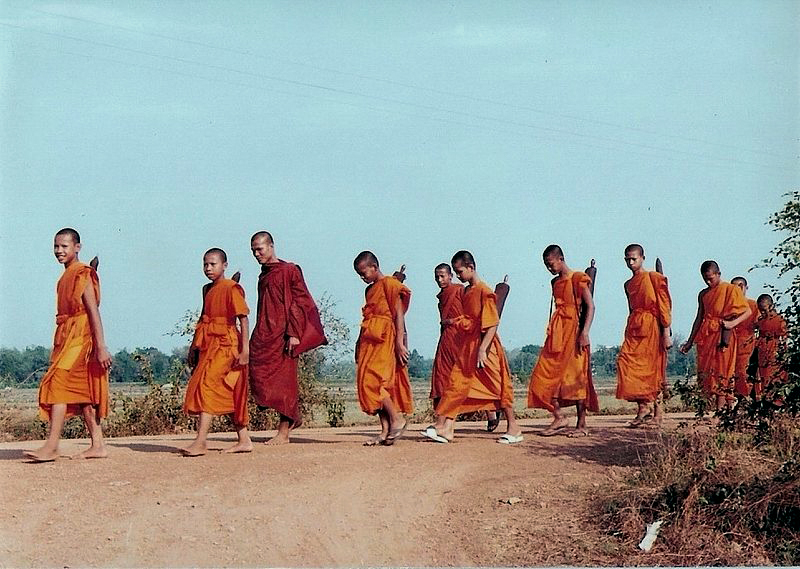
Monjes en peregrinaje en Tailandia.

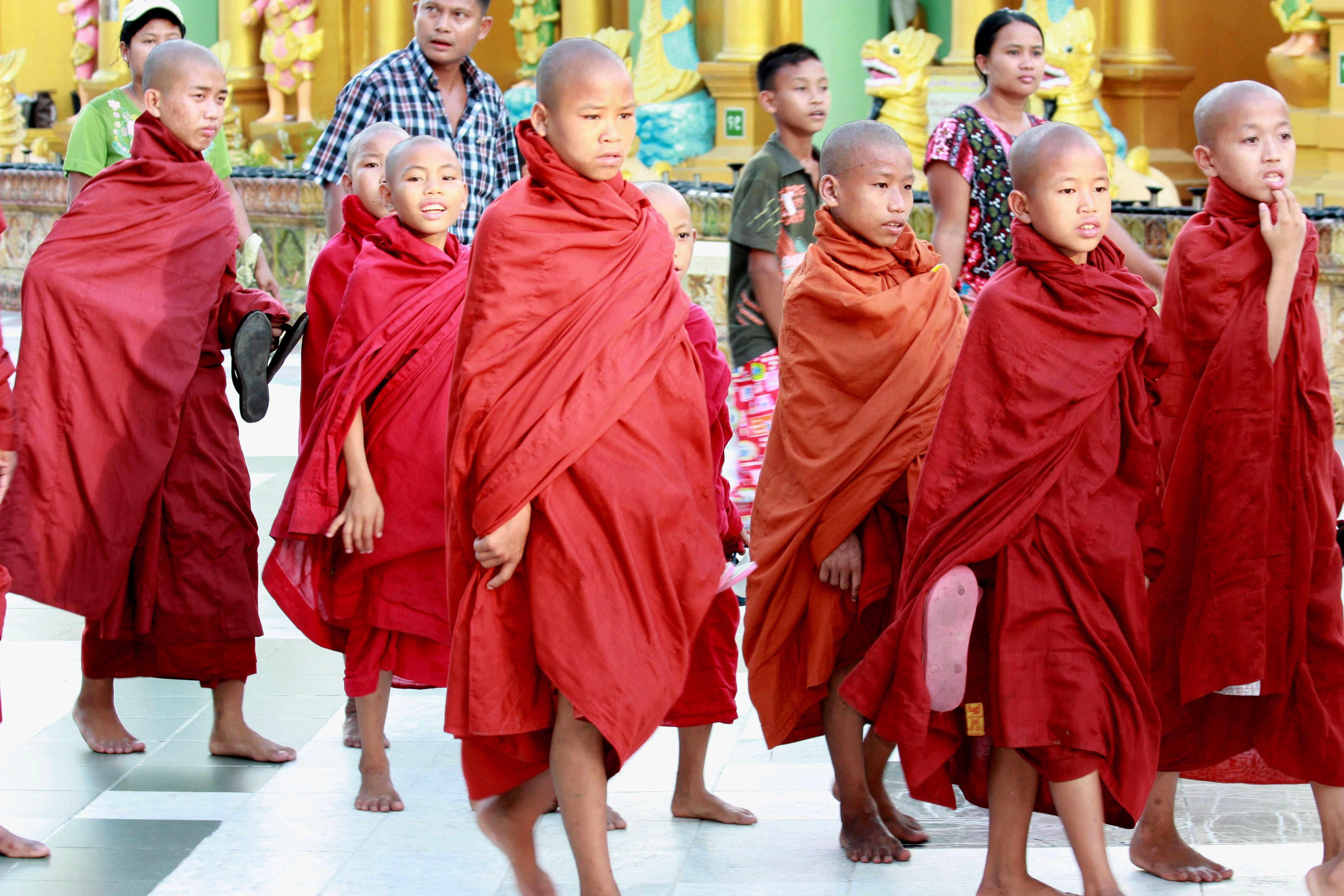
Monjes novicios en Birmania.

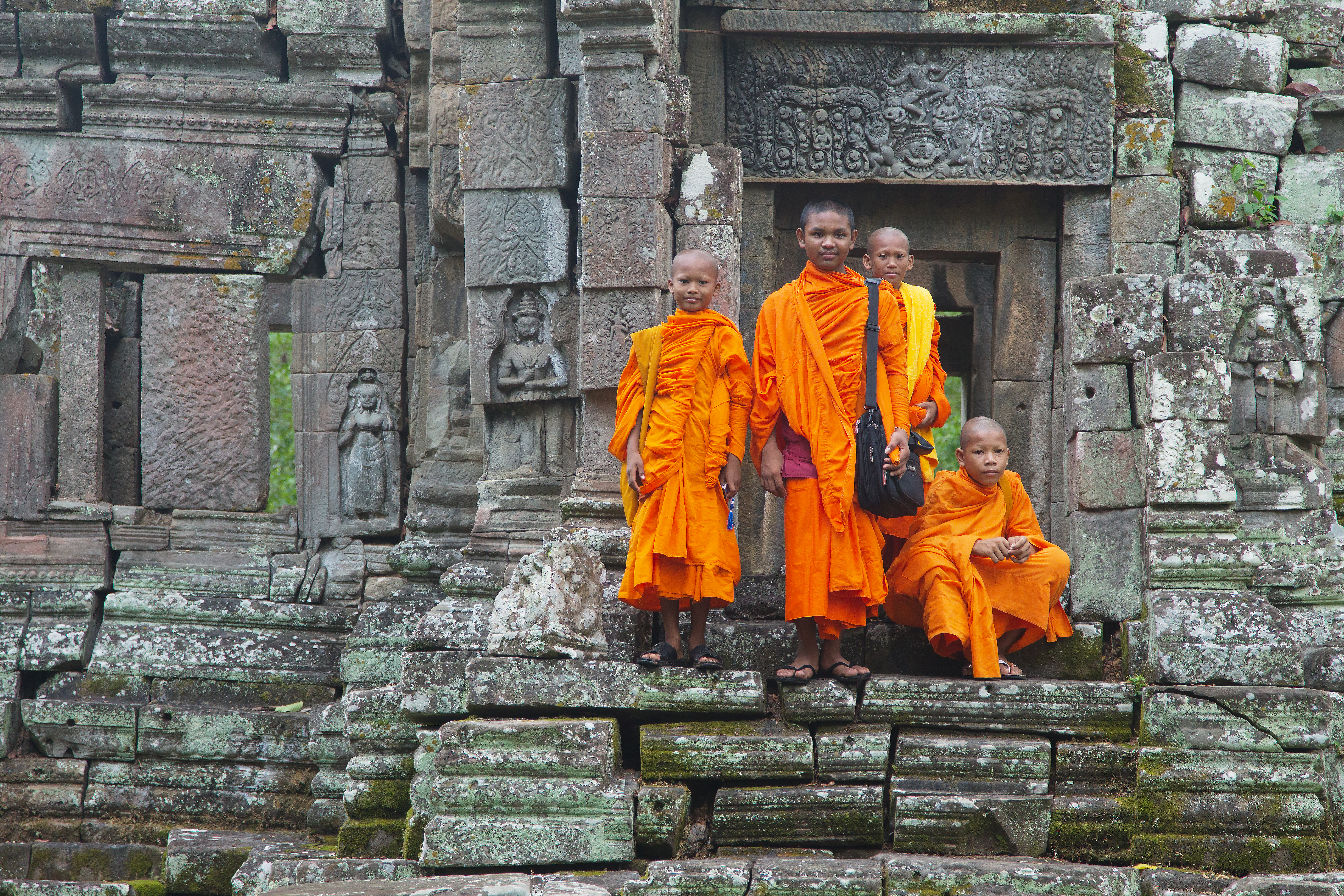
Monjes adolescentes en Camboya

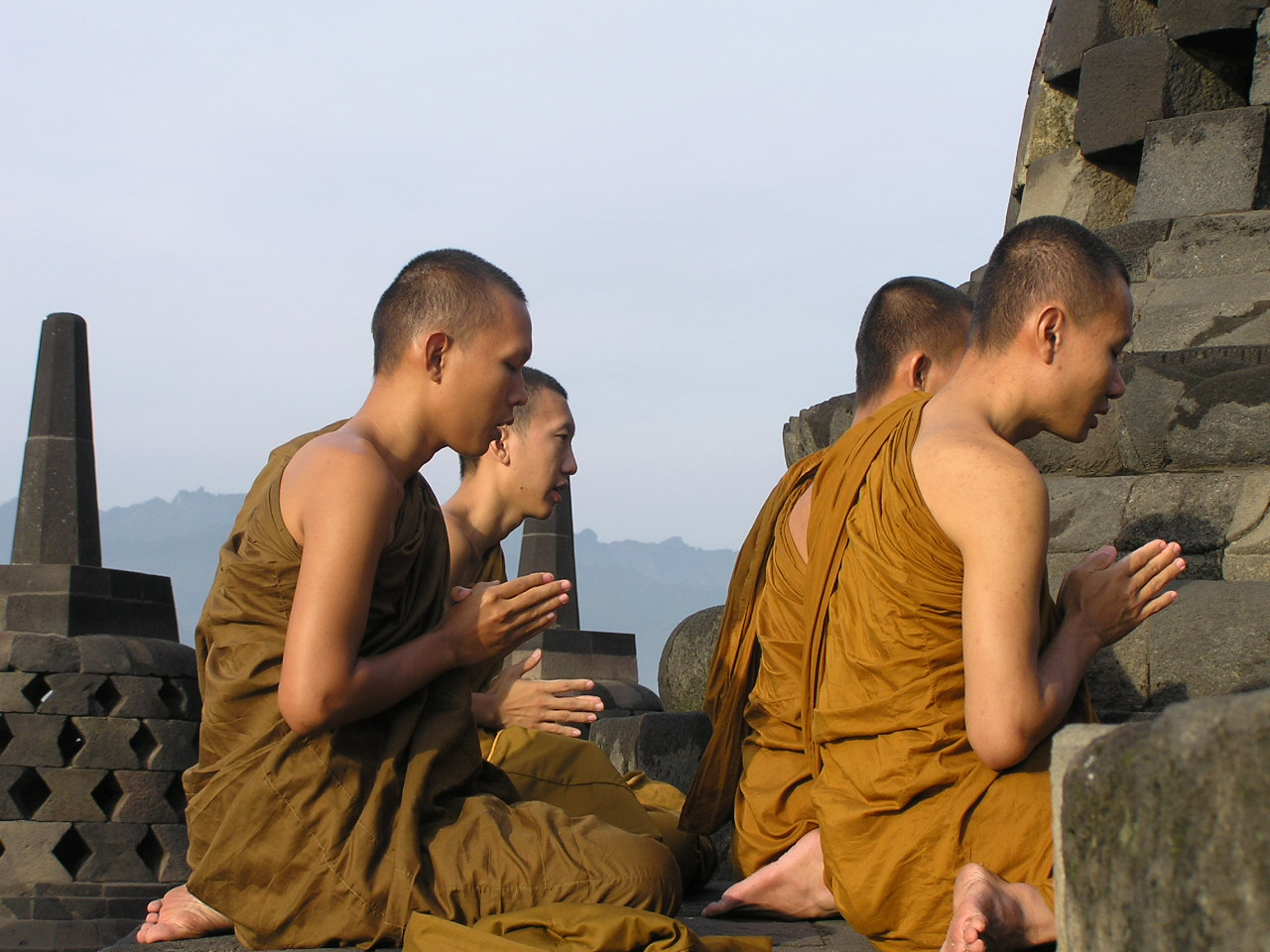
Monjes budistas en Indonesia.

Actualmente, hay aproximadamente 190-205 millones de budistas en el sudeste asiático, lo que la convierte en la segunda religión más grande de la región, después del Islam. Aproximadamente del 35 al 38% de la población budista mundial reside en el sudeste asiático. La siguiente es una lista de los países del sudeste asiático de la mayoría a los menos adherentes del budismo como porcentaje de la población.
- Tailandia tiene el mayor número de budistas, con aproximadamente el 95% de su población de 67 millones que se adhieren al budismo, situándose en alrededor de 63,75 millones.[18][19]
- Birmania tiene alrededor de 48 millones de budistas, y el 89% de sus 54 millones de ciudadanos practican el budismo theravada.[20][21] Alrededor del 1% de la población, principalmente los chinos, practican el budismo Mahayana junto con el taoísmo, pero están fuertemente influenciados por el Budismo Theravada.
- Vietnam puede tener un gran número de budistas, pero el gobierno comunista subestima la adhesión religiosa de sus ciudadanos. Tiene alrededor de 44 millones de budistas, alrededor de la mitad de su población.[22] La mayoría de los vietnamitas practican el budismo Mahayana debido a la gran influencia china.[23][24]
- Camboya tiene un 95% del total de la población que se adhiere al budismo theravada, ubicando a su población budista en alrededor de 14 millones,[25] lo que lo sitúa como uno de los países budistas más altos del mundo en porcentaje. Para fines de 2017, había 4,872 templos budistas (Wat) con 69,199 monjes budistas,[26] que juegan un papel importante para mantener la existencia del budismo y preservar la cultura budista en Camboya.
- Malasia tiene alrededor del 20% de sus ciudadanos, principalmente chinos, con un número significativo de tailandeses, jemeres, cingaleses y trabajadores migrantes, que practican el budismo. Los chinos practican principalmente el budismo Mahayana, pero debido a los esfuerzos de los monjes cingaleses así como a los vínculos históricos con Tailandia, Theravada también cuenta con muchos seguidores.[27][28]
- Laos comunista tiene alrededor de 5 millones de budistas, que forman aproximadamente el 70% de su población.[29][30]
- Indonesia tiene alrededor de 4,75 millones de budistas (2% de su población), principalmente entre su población china. La mayoría de los budistas indonesios se adhieren al budismo theravada, principalmente de la tradición tailandesa.[31]
- Singapur tiene alrededor de 2 millones de budistas, formando alrededor del 33% de sus poblaciones, respectivamente.[32] Singapur tiene la escena budista más vibrante con las tres tradiciones principales que tienen muchos seguidores. El budismo mahayana tiene la mayor presencia entre los chinos, mientras que muchos inmigrantes de países como Birmania, Tailandia y Sri Lanka practican el budismo theravada.[33][34][35]
- Filipinas tiene alrededor de menos del 0,1% de la población total.[36]
- Brunéi, que tiene la población más pequeña del sudeste asiático, tiene alrededor del 13%,[37] de sus ciudadanos y una importante población de trabajadores migrantes que se adhieren al budismo, alrededor de 65,000.[37]